# Cripta del Capitolio de los Estados Unidos

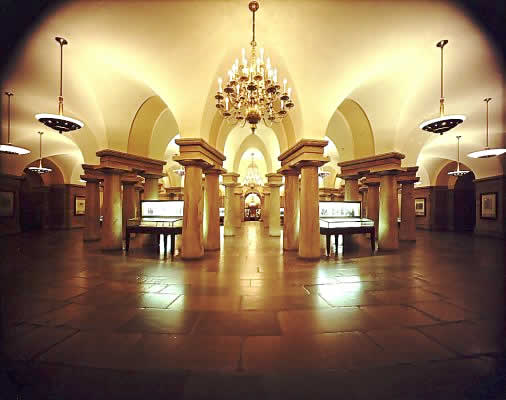
La cripta del Capitolio de los Estados Unidos, imagen tomada mirando hacia el este

La cripta del Capitolio de los Estados Unidos es la gran sala circular llena de cuarenta columnas dóricas neoclásicas ubicada directamente debajo de la Rotonda del Capitolio. Fue construido originalmente para sostener la rotonda y también para ofrecer una entrada a la Tumba de Washington. Actualmente sirve como museo y depósito de trece estatuas de la Colección Nacional de Estatuas.

## Origen y construcción
La cripta se originó con los diseños iniciales elaborados para el Capitolio de los Estados Unidos por William Thornton, que exigían que se colocara una rotonda entre las dos alas del edificio. Por lo tanto, el espacio debajo de la rotonda debía soportar el gran espacio que había encima de ella. Sin embargo, la construcción de la parte central del Capitolio, donde se encontraban la rotonda y la sala debajo de ella, no comenzó hasta después de la Guerra de 1812 .La construcción del Capitolio comenzó en 1793, cuando el primer presidente estadounidense, George Washington, colocó la piedra angular del ala norte del edificio. Tras la muerte de Washington en 1799, los diseñadores del Capitolio acudieron a Martha Washington y solicitaron permiso para construir una tumba para su marido en el Capitolio. Ella accedió a esta petición y se hicieron planes para construir la tumba debajo del piso que sostenía la rotonda. Esta zona fue designada como cripta, ya que serviría como entrada a la tumba.

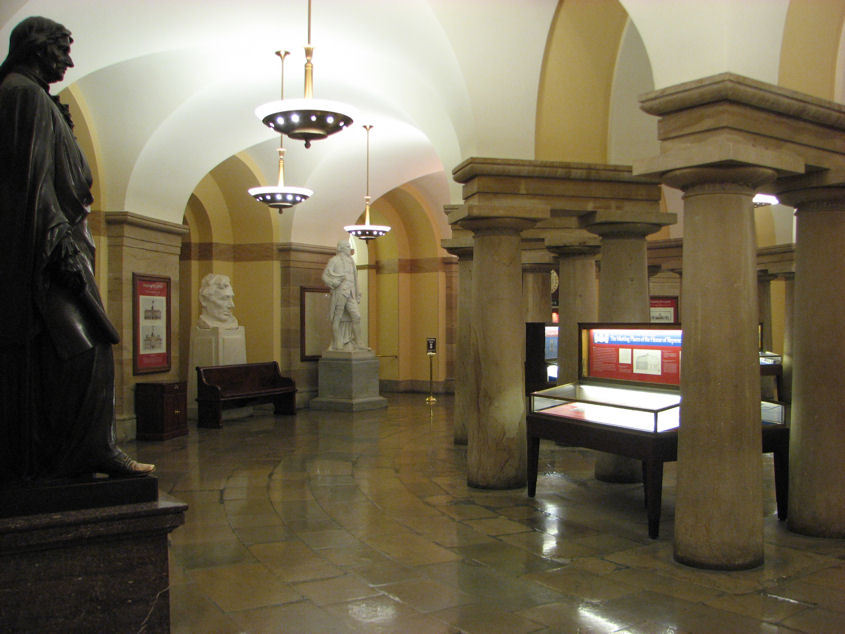
La cripta en 2007, mirando al suroeste desde la entrada sur.

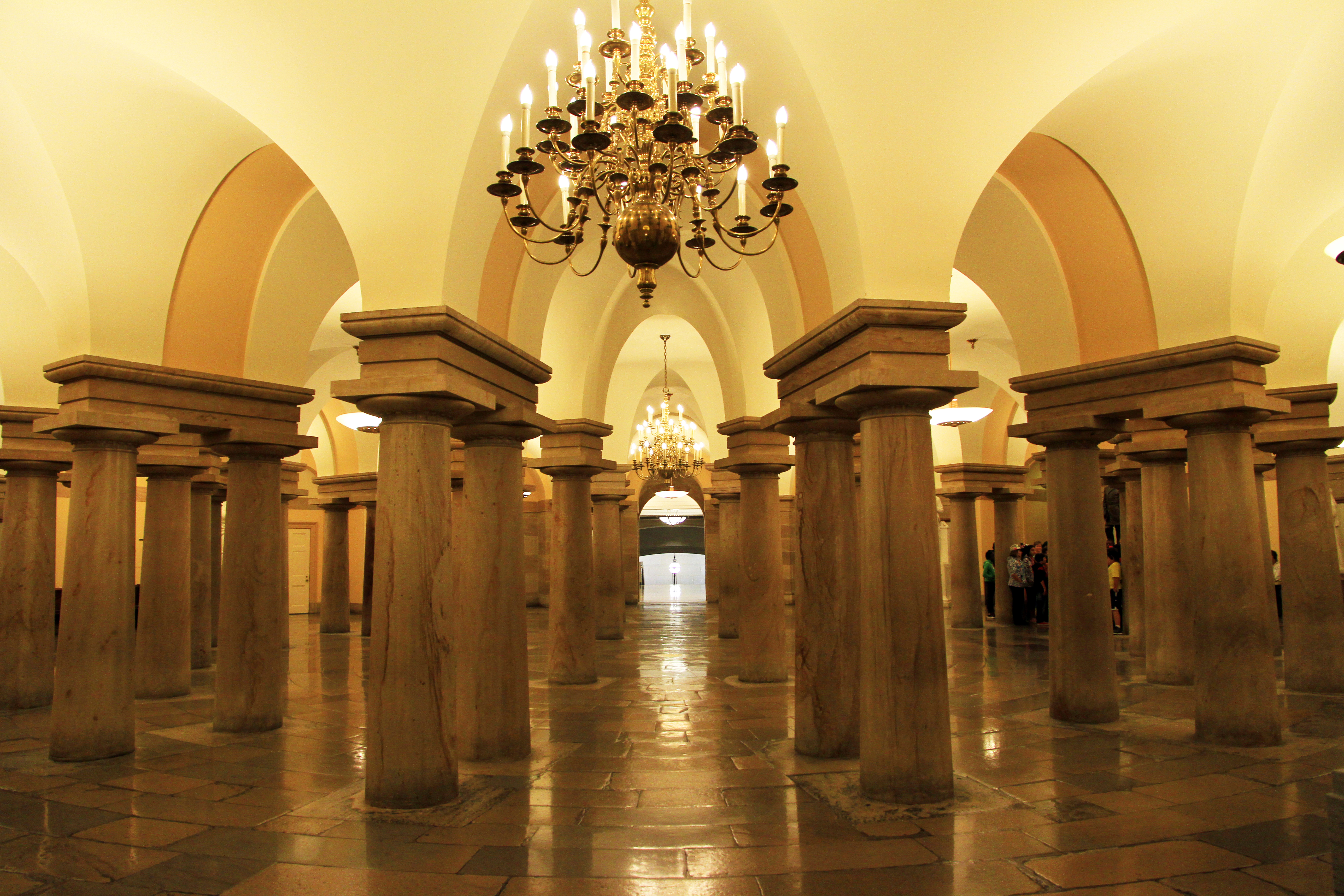
Cripta del Capitolio

Los esfuerzos de construcción de los constructores del Capitolio sufrieron retrasos, en particular la interrupción causada por la Guerra de 1812, cuando se detuvo toda la construcción. En agosto de 1814, los británicos capturaron la ciudad de Washington y prendieron fuego al Capitolio, destruyendo casi todo el edificio. Así, cuando la construcción se reanudó después de terminar la guerra en 1815, inicialmente fue para reconstruir lo que se había perdido en el incendio.
La sección central del Capitolio, que comprende la rotonda y la cripta, no se completó hasta 1827 bajo la supervisión del arquitecto del Capitolio Charles Bulfinch. Sin embargo, los planes para volver a enterrar a Washington en el Capitolio fracasaron cuando se intentó recuperar su cuerpo de Mount Vernon, la casa del presidente, debido a las restricciones del testamento de Washington y la negativa del entonces propietario de la plantación, John Washington.
En el suelo de la cámara se colocó una brújula de mármol para marcar el punto en el que se unen los cuatro cuadrantes del Distrito de Columbia.

## Uso
A finales del siglo XIX y principios del siglo XX, la cripta se utilizó como aparcamiento de bicicletas. 
En la actualidad, la cripta sirve como vía principal de la planta baja del Capitolio y es una parada para todos los recorridos por el Capitolio que se ofrecen a través del Centro de Visitantes del Capitolio. La cripta también contiene el Estuche de la Carta Magna, un estuche de oro que contenía una de las copias de la Carta Magna cuando fue prestada a los Estados Unidos para la celebración del Bicentenario.
Hay 12 (anteriormente 13) estatuas de la Colección Nacional de Estatuas, que representan los 13 estados originales, ubicadas en la cripta. Ellos son:
- Samuel Adams de Massachusetts, mármol, por Anne Whitney en 1876.
- Billy Graham de Carolina del Norte, bronce, por Chas Fagan en 2024.
- John C. Calhoun de Carolina del Sur, mármol, por Frederick Ruckstull en 1910.
- Charles Carroll de Maryland, bronce, por Richard E. Brooks en 1903.
- Nathanael Greene de Rhode Island, mármol, por Henry Kirke Brown en 1870.
- Robert R. Livingston de Nueva York, bronce, por Erastus Dow Palmer en 1875.
- Crawford W. Long de Georgia, mármol, por J. Massey Rhind en 1926.
- Peter Muhlenberg de Pensilvania, mármol, por Blanche Nevin en 1889.
- César Rodney de Delaware, mármol, por Bryant Baker en 1934.
- Roger Sherman de Connecticut, mármol, por Chauncey Ives en 1872.
- John Stark de New Hampshire, mármol, por Carl Conrads en 1894.
- Richard Stockton de Nueva Jersey, mármol, por Henry Kirke Brown en 1888.

La estatua de bronce del general confederado Robert E. Lee de Virginia (obra de Edward V. Valentine, 1934) fue retirada el 21 de diciembre de 2020. Está previsto que sea reemplazada por una estatua de la activista de derechos civiles Barbara Johns. La estatua de Charles Brantley Aycock de Carolina del Norte fue reemplazada por la estatua de Billy Graham. 